# Weltdokumentenerbe in Russland
Diese Seite listet die Dokumente in Russland auf, die von der UNESCO als Weltdokumentenerbe anerkannt wurden.

## Weltdokumentenerbe
| Bild                     | Jahr | Offizielle Bezeichnung                                                                                        | Offizielle russische Bezeichnung                                            | Entstehungszeit                            | Bemerkungen | Bestand |
|                          | 1997 | Evangelistar von Archangelsk                                                                                  | Архангельское Евангелие                                                     | 1092                                       | viertältestes ostslawisches Buch | Moskau, Russische Staatsbibliothek                                                                               |
|                          | 1997 | Chitrowo-Evangeliar                                                                                           | Евангелие Хитрово                                                           | um 1390/1400                               | mit einer Miniatur (vielleicht) von Andrej Rubljow und zwei Miniaturen (vielleicht) von Theophanes dem Griechen                                               | Moskau, Russische Staatsbibliothek                                                                               |
|                          | 1997 | Slawische Veröffentlichungen in kyrillischer Schrift aus dem 15. Jahrhundert                                  | Славянские кириллические издания XV века                                    | 15. Jahrhundert                            | | Moskau, Russische Staatsbibliothek                                                                               |
|                          | 1997 | Zeitungssammlungen                                                                                            | Собрание газет                                                              |                                            | | Moskau, Russische Staatsbibliothek                                                                               |
|                          | 1997 | Landkarten des Russischen Reichs und seiner Gegenden aus dem 18. Jahrhundert                                  | Собрание карт Российской империи XVIII века                                 | 18. Jahrhundert                            | | Moskau, Russische Staatsbibliothek                                                                               |
|                          | 1997 | Russische Plakate vom Ende des 19., Anfang des 20. Jahrhunderts                                               | Русские плакаты конца XIX, начала XX веков                                  | Ende des 19. / Anfang des 20. Jahrhunderts | | Moskau, Russische Staatsbibliothek                                                                               |
|                          | 2001 | Die historischen Sammlungen des St. Petersburger Tonarchivs                                                   |                                                                             | 1889–1955                                  | | Sankt Petersburg, Institut für russische Literatur und Russische Akademie der Wissenschaften                     |
|                          | 2007 | Codex Suprasliensis                                                                                           | Супрасльская рукопись                                                       | Mitte des 11. Jahrhunderts                 | Heiligenviten und Predigten in altkirchenslawischer Sprache, wahrscheinlich aus dem nordöstlichen Bulgarien, Dokumentenerbe gemeinsam mit Polen und Slowenien | Sankt Petersburg, Russische Nationalbibliothek                                                                   |
|                          | 2009 | Radzwill-Archive und Sammlung der Bibliothek Njaswisch (Nieśwież)                                             |                                                                             |                                            | gemeinsam mit Finnland, Litauen, Polen, der Ukraine und Weißrussland                                                                                          | |
|                          | 2011 | Ostromir-Evangeliar                                                                                           | Остромирское Евангелие                                                      | 1056/57                                    | älteste datierte ostslawische Pergamenthandschrift | Sankt Petersburg, Russische Nationalbibliothek                                                                   |
| Tagebuch von Leo Tolstoi | 2011 | Tolstois persönliche Bibliothek und Manuskripte sowie Foto- und Filmkollektion                                | Личная библиотека Льва Толстого и коллекция рукописей, фотографий и фильмов | 17. bis 20. Jahrhundert                    | | Staatliches L. N. Tolstoi-Museum, Moskau; Staatliches Museum und Landgut von Leo Tolstoi, Jasnaja Poljana (Tula) |
|                          | 2013 | Die Laurentiuschronik von 1377                                                                                |                                                                             | 1377                                       | | Sankt Petersburg, Russische Nationalbibliothek                                                                   |
|                          | 2015 | Sobornoje Uloschenije von 1649                                                                                |                                                                             | 1649                                       | | Moskau, Russisches Staatsarchiv Alter Akten                                                                      |
|                          | 2017 | Album indischer und persischer Miniaturmalerei vom 16. bis 18. Jahrhundert und Muster persischer Kalligraphie |                                                                             | 16. bis 18. Jahrhundert                    | Sankt Petersburger Murakka | Sankt Petersburg, Institut für Orientalische Manuskripte                                                         |
|                          | 2023 | Fjodor Dostojewski: Handschriften und Notizen                                                                 |                                                                             | 19. Jahrhundert                            | | |